# Polysarcus zigana
Polysarcus zigana is een rechtvleugelig insect uit de familie sabelsprinkhanen (Tettigoniidae). De wetenschappelijke naam van deze soort is voor het eerst geldig gepubliceerd in 2013 door Ünal & Chobanov.